# Cypripedium yunnanense
Cypripedium yunnanense é uma espécie de orquídea terrestre, família Orchidaceae, que habita o sudeste do Tibet e parte da China.